# Chronologie de Florence
Pour des articles plus généraux, voir Florence et Histoire de Florence.
Ce qui suit est une chronologie de l'histoire de la ville de Florence, capitale de la Toscane, en Italie. 
La plus ancienne chronologie de Florence, les Annales florentini a été écrite au XIIe siècle. 

## Antiquité
- 59 av. J.-C. - Colonie romaine de Florentia fondée (date approximative)[1].
- 124-130 - Construction de l'amphithéâtre.
- IIe siècle - Création du diocèse catholique de Florence.
- 285 - Florence devient le siège de la région de Tuscia[2].
- 405 - Siège de Florence.
- 541 - Florence saccagée par les troupes de l'Ostrogoth Totila[1].

## Avant leXIVesiècle
- 1018 - Début de la construction de l'église San Miniato al Monte.
- 1078 - Remparts de la ville construits.
- 1080 - Construction du Ponte Vecchio en pierre[3].
- 1107 - Monte Orlandi et Prato deviennent une partie de Florence[3].
- 1115-1116 - Gouvernement en commune adoptée : création de la république de Florence.
- 1128 - Construction du baptistère de Florence.
- 1138 - Ville divisée en six quartiers[3].
- 1182 - Arte di Calimala (guilde de drapiers) mentionnée pour la première fois (date approximative).
- 1201 - Guilde des banquiers active (date approximative)[3].
- 1222 - Ouverture du Monte comune (prêteur sur gages)[3].
- 1230 - Le Miracle eucharistique de Florence se serait produit.
- 1237 - Construction du Ponte alle Grazie[3].
- 1244 - Fondation de la Venerabile Arciconfraternita della Misericordia di Firenze.
- 1251 - Premier Capitano del popolo (capitaine du peuple) élu[3].
- 1252 
  - Monnaie établie ; [3] Florin (monnaie italienne) introduit.
  - Construction du pont de Santa Trinita[3].
- 1258 - Construction du Bargello[3].
- 1261 - Création d'une prison publique[3].
- 1267 - Charles d'Anjou au pouvoir .
- 1269 - Inondation[3].
- 1282 - Florence adopte un nouveau système de gouvernement par les membres d'une guilde.
- 1284 - Tertio Cerchio (mur) construit[3].
- 1288 - Fondation de l'hôpital Santa Maria Nuova[4].
- 1289 
  - L'esclavage est aboli[3].
  - Incendie[3].
- 1299 - Début de la construction du Palazzo Vecchio.

## XIVe–XVIesiècles
- 1312 - Siège de Florence.
- 1321 - Fondation de l'université de Florence.
- 1333 - novembre : inondation (Alluvioni del fiume Arno (it))
- 1345 - Ponte Vecchio reconstruit.
- 1348 - Épidémie de peste noire[3].
- 1353 - Horloge publique installée dans la tour du Palazzo Vecchio[5].
- 1355 - Construction de la Chiesa di Santa Maria del Fiore a Lapo (it).
- 1360 - Construction du Campanile de la cathédrale par Giotto[6].
- 1377 - Les Médicis au pouvoir.
- 1382 - Construction de la Loggia dei Lanzi.
- 1385 - Construction de la basilique Santa Croce.
- 1397 - Création de la banque des Medicis[7].
- 1415 - Histoire de Florence de Bruni publiée.
- 1427 - Début de la taxe Catasto[3].
- 1432 - Ouverture du tribunal Ufficiali di Notte.
- 1434 - Cosme de Médicis au pouvoir[4].
- 1436 - Duomo consacré[3].
- 1445 - Ouverture de l'hôpital des Innocents, construit par Brunelleschi.
- 1458 - Début de la construction du palais Pitti.
- 1471 - Presse à imprimer fonctionnelle[3],[8].
- 1478 - La conspiration des Pazzi est déjouée.
- 1482 - Botticelli peint Le Printemps.
- 1487 - La girafe des Médicis arrive à Florence[9].
- 1488 - Le poète grec ancien Homère est publié pour la première fois sous forme imprimée.
- 1490 - Construction du Palazzo Cocchi-Serristori.
- 1494 - Construction du Salone dei Cinquecento dans le palais Vecchio.
- 1494 à 1498 - après l'éviction des Médicis par les Français, règne religieux du moine Savonarole.
- 1497 - 7 février : Bûcher des Vanités.
- 1498 
  - Nicolas Machiavel devient secrétaire.
  - 23 mai : Savonarole exécuté[2].
- 1504 - Sculpture de David de Michel-Ange installée sur la Piazza della Signoria[10].
- 1509 - Milice établie[3].
- 1513 - Giulio de Medicis devient archevêque de Florence.
- 1529 - 24 octobre : début du siège de Florence (1529–1530).
- 1532 - Alexandre de Medicis devient duc de Florence[3] ; fin de la république de Florence.
- 1536 - Charles Quint visite la ville[3].
- 1537 - Publication de Nuova Cronica de Villani.
- 1545 - Création de l'Orto Botanico di Firenze.
- 1557 - septembre : inondation (Alluvioni del fiume Arno (it))
- 1559 - Construction du palais Uguccioni.
- 1562 - Création de l'Accademia del Disegno[11].
- 1564 - Construction du couloir de Vasari.
- 1565 - Fontaine de Neptune inaugurée.
- 1569 - Pont Santa Trinita reconstruit.
- 1571 - Fondation de la bibliothèque Laurentienne.
- 1574 - Camerata fiorentina active[12].
- 1580 - Publication des règles du sport Calcio Fiorentino[13].
- 1581 - Musée d'art des Offices construit.
- 1582 - Création des archives d'État de la Toscane[4].
- 1592 - Instrument de musique Théorbe inventé.
- 1598 - Première de l'opéra Dafne de Peri.
- 1600 
  - 5 octobre: mariage de Marie de Médicis et d'Henri IV de France.
  - Fondation de la bibliothèque Riccardiana (date approximative)[4].
  - Première de l'opéra Euridice de Peri.

## XVIIe–XIXesiècles
- 1625 - Création de l'opéra de Francesca Caccini La liberazione di Ruggiero[14].
- 1656 - Construction du Teatro della Pergola.
- 1700 - Instrument de musique piano-forte prototypé[12].
- 1737 - Construction de l'arc de triomphe des Lorraine.
- 1739 - Création de l'Academia Botanica[15].
- 1740 - Construction du Teatro di Santa Maria.
- 1743 - Mort de l'électrice Anne Marie Louise, dernière des Médicis ; celle ci lègue par testament à l'État toscan toutes les collections médicéennes, à condition qu'elles soient conservées à Florence et ouvertes au public. Florence et la Toscane passent à la dynastie des Habsbourg-Lorraine.
- 1747 - ouverture au public de la Bibliothèque de Florence, future bibliothèque nationale centrale.
- 1753 - Création de l'Accademia dei Georgofili.
- 1775 - Création du musée d'histoire naturelle de l'université de Florence.
- 1784 - Création de la Galleria dell'Accademia.
- 1799 - Début de l'occupation française[2].
- 1814 
  - L'occupation française prend fin.
  - Ghetto juif aboli[16].
- 1817 - Ouverture du Teatro Goldoni.
- 1828 - Ouverture du Teatro Alfieri.
- 1844 - 3 novembre : inondation.
- 1847 - Création de l'opéra Macbeth de Verdi.
- 1848 
  - Le chemin de fer Prato-Florence entre en service.
  - Ouverture de la gare de Firenze Santa Maria Novella.
- 1852 - Création de l'Archivio di Stato di Firenze (archives d'État).
- 1859 - Le journal La Nazione commence sa publication[17].
- 1860 - Achèvement du palais de la Bourse.
- 1861 - Population : 150 864 habitants.
- 1862 - Inauguration du Politeama Fiorentino Vittorio Emanuele (futur Teatro Comunale), l'opéra de Florence.
- 1864 - Florence devient une partie de l'Italie[1].
- 1865 
  - La capitale italienne est transférée à Florence depuis Turin[18]. Début de la période de renouvellement urbain du Risanemento.
  - Ouverture du musée national du Bargello dans le palais du Bargello.
  - Aménagement de l'esplanade-belvédère piazzale Michelangelo et du jardin des Roses.
- 1867 - La Società Geografica Italiana installe son siège à Florence.
- 1869 - Ouverture du musée national San Marco dans le couvent du même nom.
- 1870 
  - La capitale de l'Italie est transférée de Florence à Rome.
  - Inauguration du musée archéologique national de Florence.
- 1871 
  - Construction du Palazzo delle Assicurazioni Generali.
  - Population : 167 093 habitants[19].
- 1874 - Ouverture du Marché Central.
- 1879 - Le tramway tiré par des chevaux est mis en service.
- 1882 - Grande synagogue de Florence construite.
- 1890 - Inauguration de la piazza della Repubblica.
- 1891 - Ouverture du musée de la cathédrale[4].
- 1896 - Ouverture de la gare Firenze Campo di Marte.
- 1897 
  - La maison d'édition Leo S. Olschki Editore en affaires.
  - Population : 209 540 habitants[20].

## XXesiècle
- 1901 - Population : 236 635 habitants.
- 1903 - Inauguration de l'église russe de Florence.
- 1904 - Création du Giardino Tropicale[21].
- 1907 - Ouverture de l'Institut français de Florence.
- 1908 
  - Ouverture du musée Stibbert légué par un collectionneur d'armes et d'armures britannique.
  - Le magazine La Voce commence sa publication.
- 1921 - Ouverture du musée Horne légué par l'historien de l'art britannique et collectionneur Herbert Percy Horne.
- 1924 - Ouverture de la galerie d'Art moderne au palais Pitti.
- 1925 - Le journal Non Mollare (it) commence sa publication[18].
- 1926 - Fondation du club de football de la Fiorentina.
- 1931 
  - Population : 304 160 habitants.
  - Inauguration de l'aéroport de Florence-Peretola et du stade Artemio Franchi.
- 1933 - Première édition du festival du Maggio Musicale Fiorentino.
- 1934 - Ouverture de la nouvelle gare de Santa Maria Novella ; la voie ferrée Bologne-Florence entre en service[2].
- 1936 - Construction du cinéma Vittoria[22].
- 1943 
  - L'occupation allemande commence.
  - 25 septembre : bombardements aériens par les forces alliées.
- 1944 
  - 3 août : ponts bombardés par les forces allemandes.
  - 11 août : fin de l'occupation allemande.
- 1948 - Ponte alla Carraia (pont) reconstruit à l'identique.
- 1951 - Le premier défilé de mode de haute couture italien se tient à Florence.
- 1957 - Construction du pont Amerigo-Vespucci.
- 1959 - Création du jardin des Iris.
- 1961 - Population : 436 516 habitants.
- 1966 - 4 novembre : crue du fleuve Arno et graves inondations.
- 1968 - Hôpital Pietro Palagi construit.
- 1972 - Première édition de Pitti Uomo, salon international de mode masculine.
- 1973 - Ouverture du musée de la Porcelaine, dans les jardins du palais Pitti.
- 1976 - Inauguration de l'Institut universitaire européen.
- 1977 - Début de l'exploitation du train à grande vitesse Florence-Rome.
- 1978 - Construction du ponte all'Indiano.
- 1982 - Le centre historique de Florence est désigné site du patrimoine mondial de l'UNESCO.
- 1983 - Ouverture de la galerie du Costume au palais Pitti.
- 1986 
  - Florence est désignée capitale européenne de la culture.
  - Fermeture du Gran Caffé Doney.
- 1991 - Population : 403 294 habitants.
- 1993 - 27 mai : attentat mafieux de la Via dei Georgofili, endommageant le Musée des Offices.
- 1995 - Force opérationnelle rapide européenne (EUROFOR) basée à Florence.
- 1997 - Site Web de la ville en ligne (date approximative)[23].

## XXIesiècle
- 2001 - Population : 356 118.
- 2002 - novembre : Forum social européen organisé en ville.
- 2009 
  - La ligne ferroviaire à grande vitesse Bologne-Florence est mise en service.
  - Matteo Renzi devient maire.
  - Les Archives historiques de l'Union européenne sont installées dans la villa Salviati.
- 2010 - Inauguration de la première ligne du tramway de Florence.
- 2011 - Ouverture du musée Gucci.
- 2013 - Population : 366 039 habitants ; 987 354 dans la province[24].
- 2014 - Dario Nardella devient maire. Ouverture du nouvel Opéra de Florence.
- 2015 - La ville devient la capitale de la nouvelle ville métropolitaine de Florence.
- 2017 - Le premier G7 de la culture se tient dans la ville.
- 2019 - Ouverture de la deuxième ligne du tramway.
- 2024 - Florence accueille le départ du Tour de France cycliste[25].

## Voir également
- Histoire de Florence
- Liste des maires de Florence

### Source de traduction
- (en) Cet article est partiellement ou en totalité issu de l’article de Wikipédia en anglais intitulé « Timeline of Florence » (voir la liste des auteurs).